# محافظة ها زانغ
محافظة ها زانغ  ( بالفيتنامية : Hà Giang ) هي إحدى محافظات فيتنام. وتقع في شمال شرق.

## روابط إضافية
- Official Site of Ha Giang Government